# 東京中城日比谷

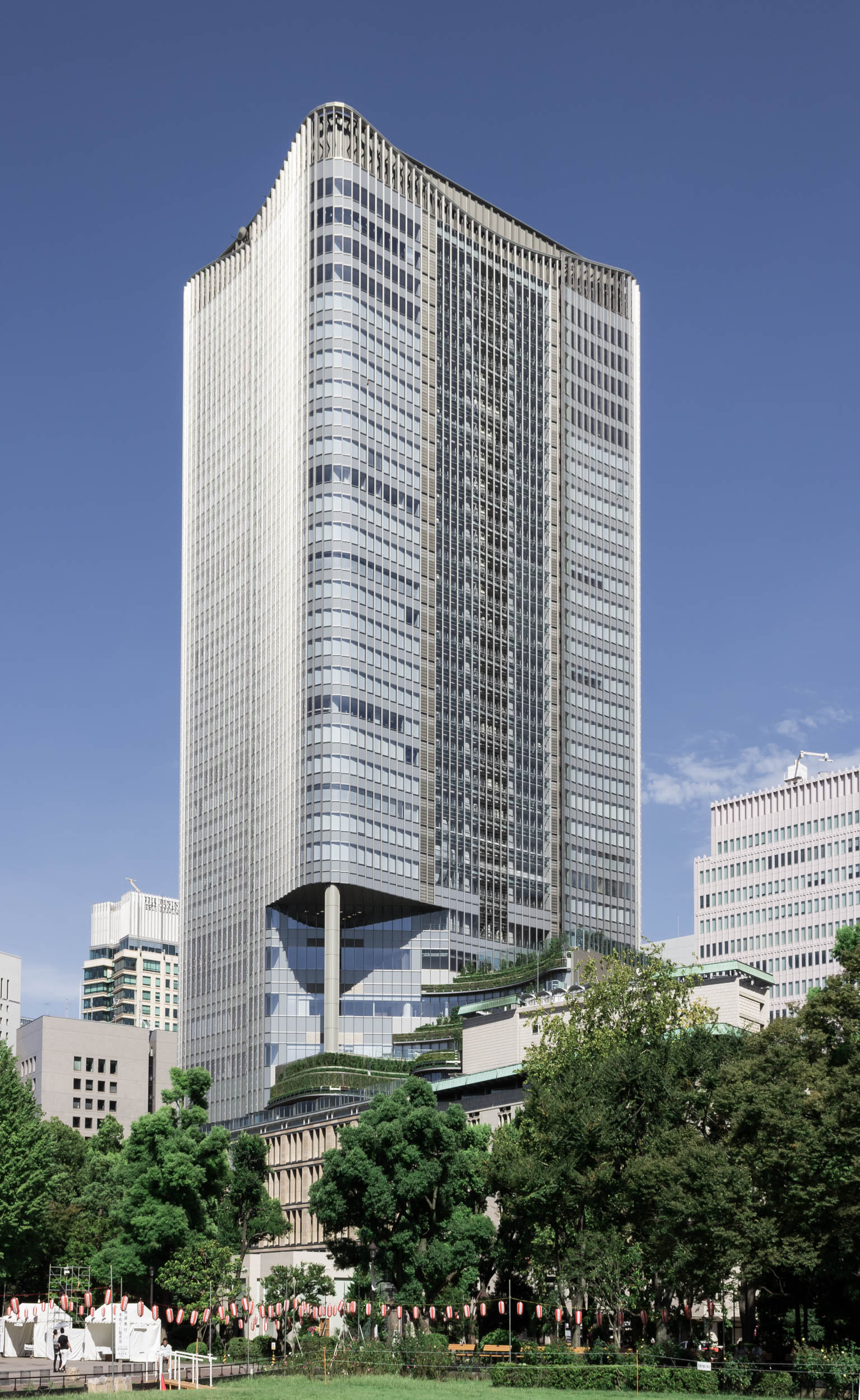
東京中城日比谷

東京中城日比谷（日语：東京ミッドタウン日比谷）是位於日本東京都千代田區有樂町一丁目的一座商業設施。

## 历史
其開發運營企業是三井不動產、由鹿島建設修建。開業於2018年3月29日。該建築所在地曾是日比谷三井大樓（舊三井銀行總部所在地）和三信大樓。大樓地上部分有35層，高約192米，地下部分有4層，建築面積約18.9萬平方米。辦公樓部分是9至34層，商業設施部分是地下1層至地上7層，共有60家店鋪。

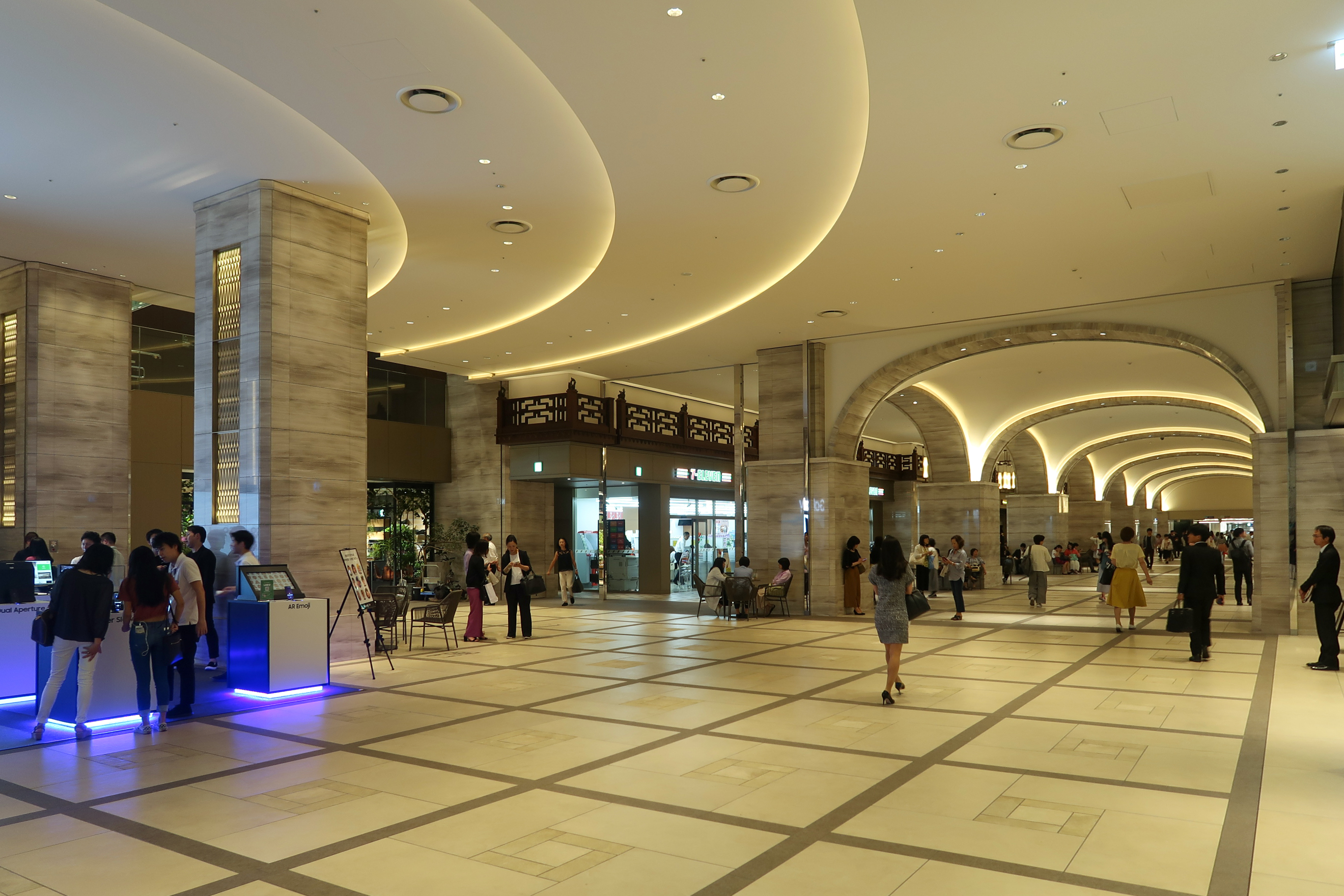
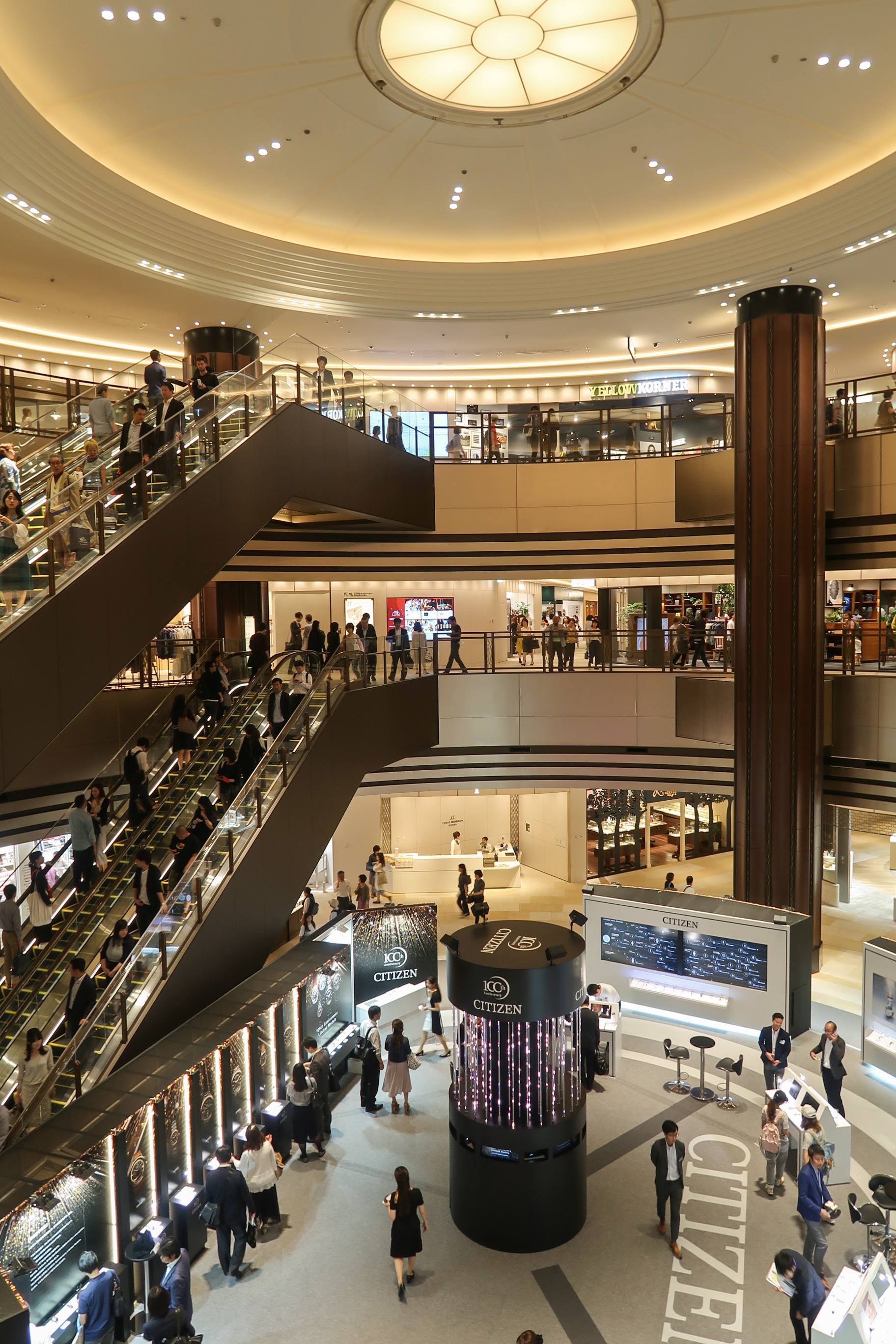
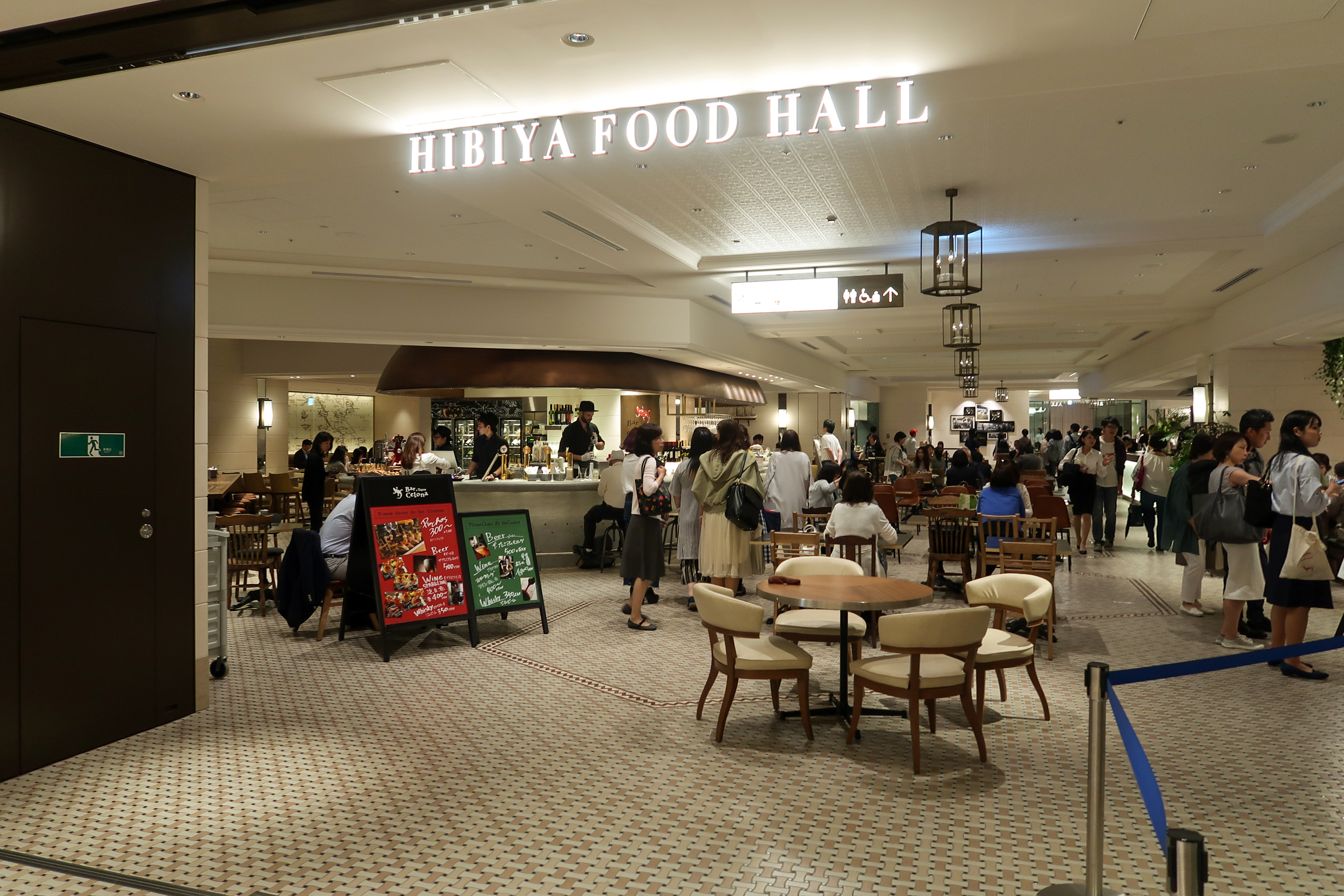
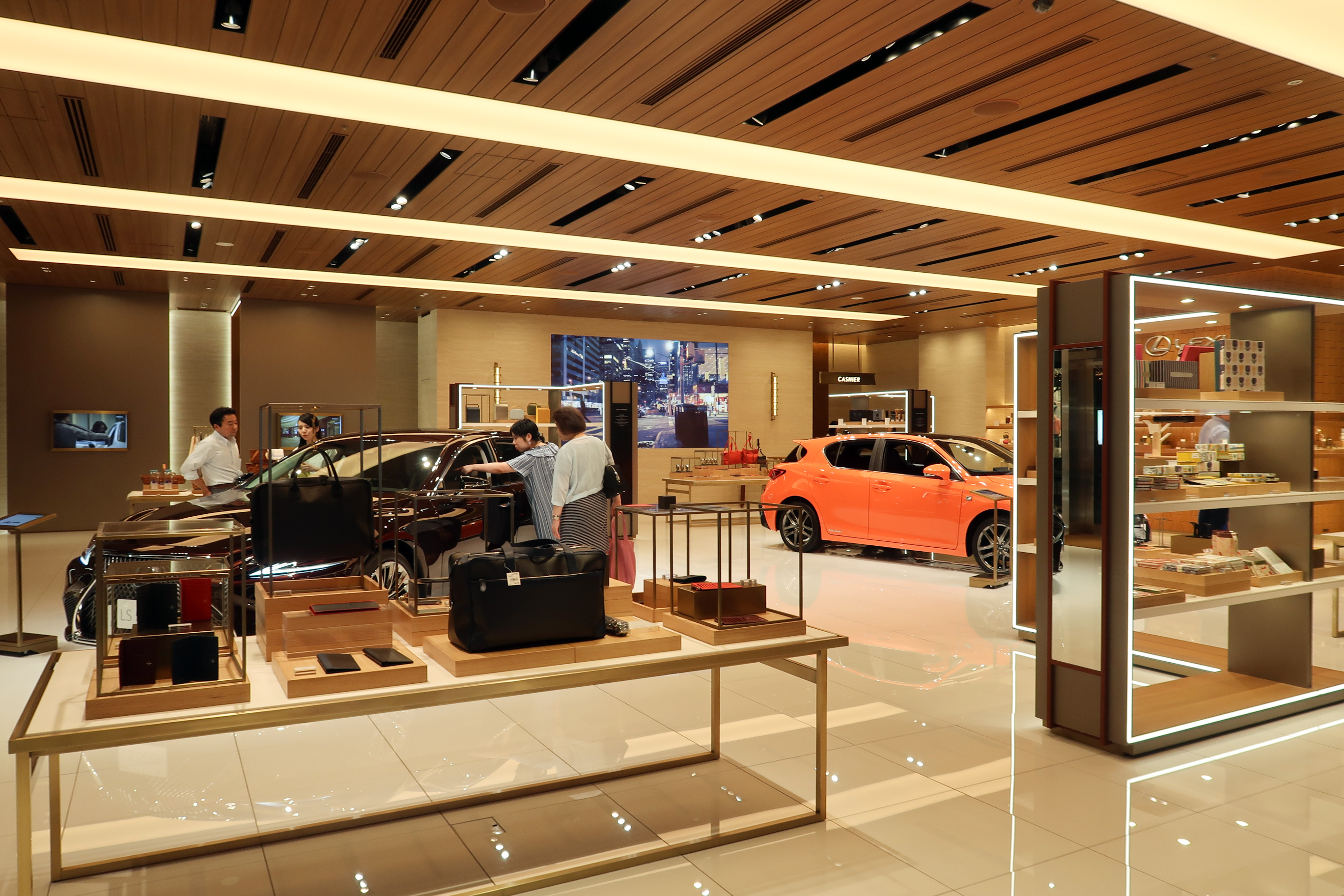
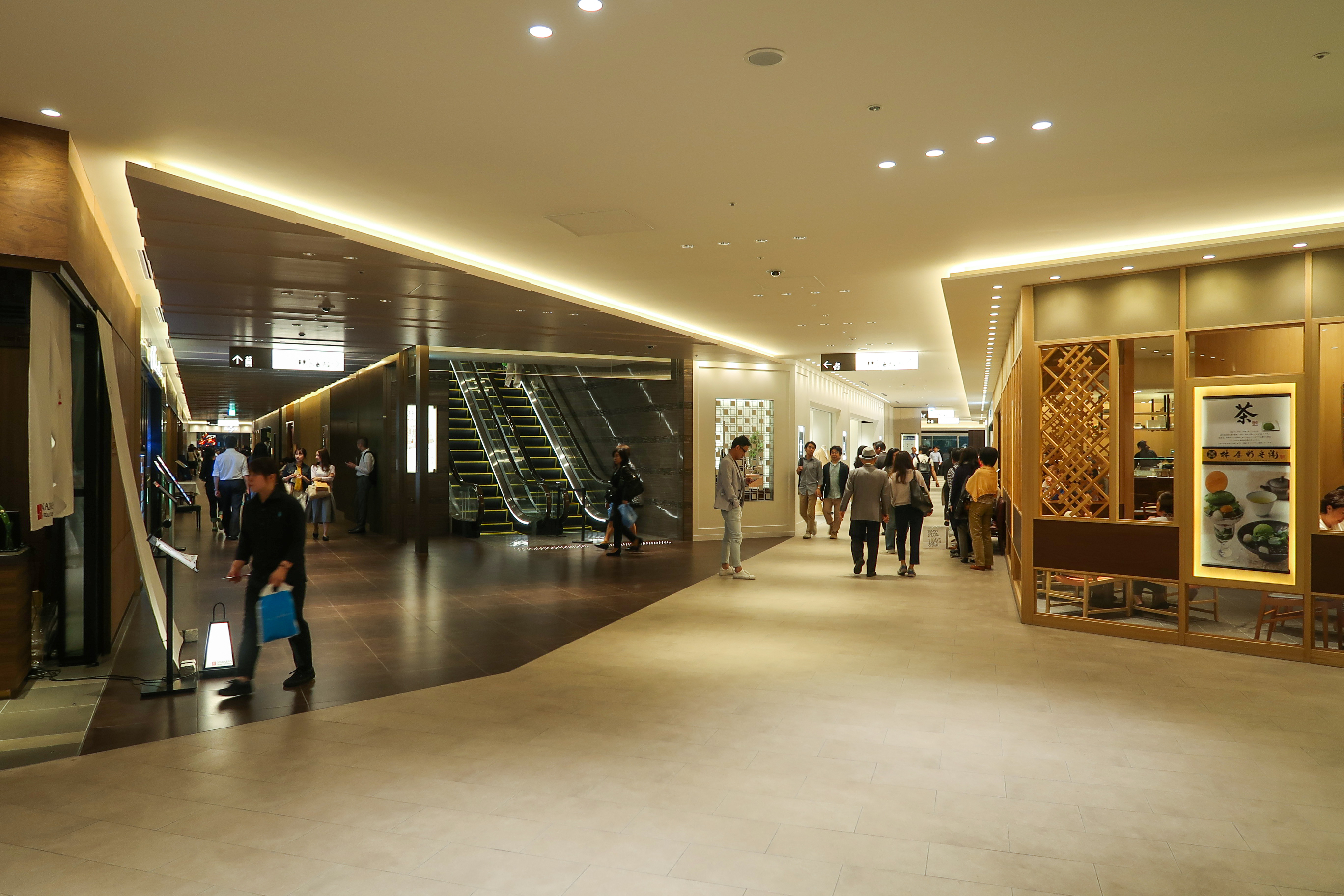
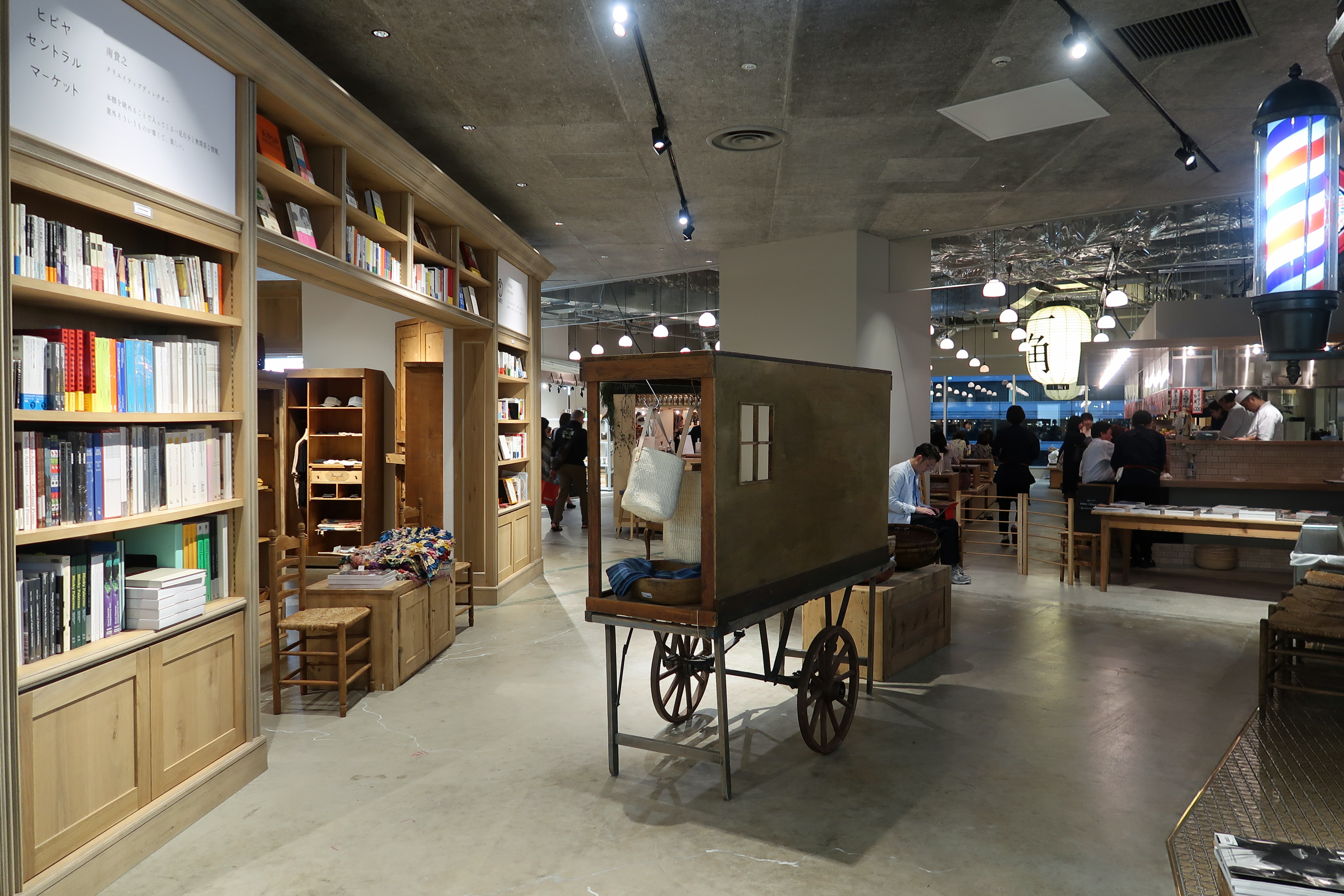
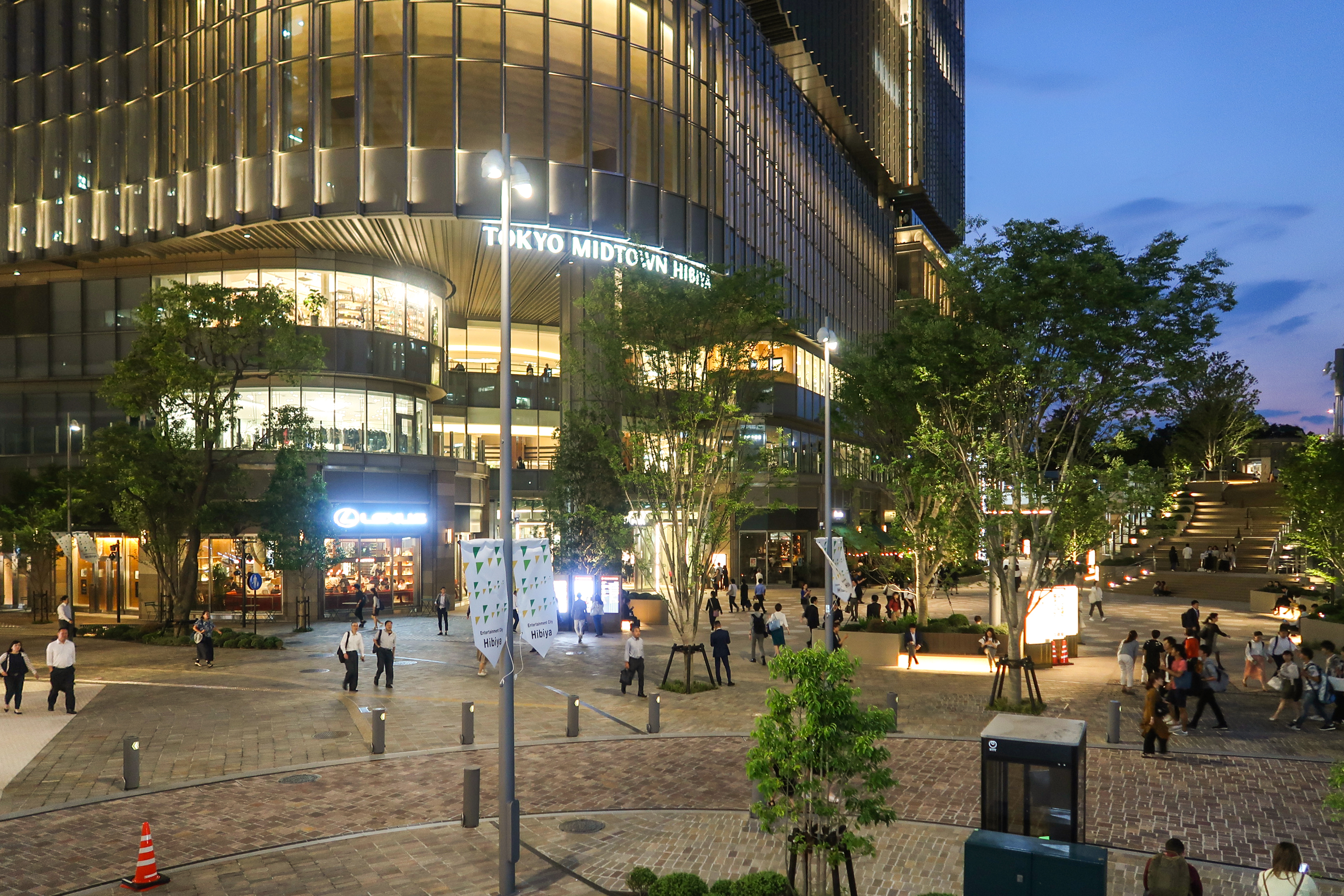
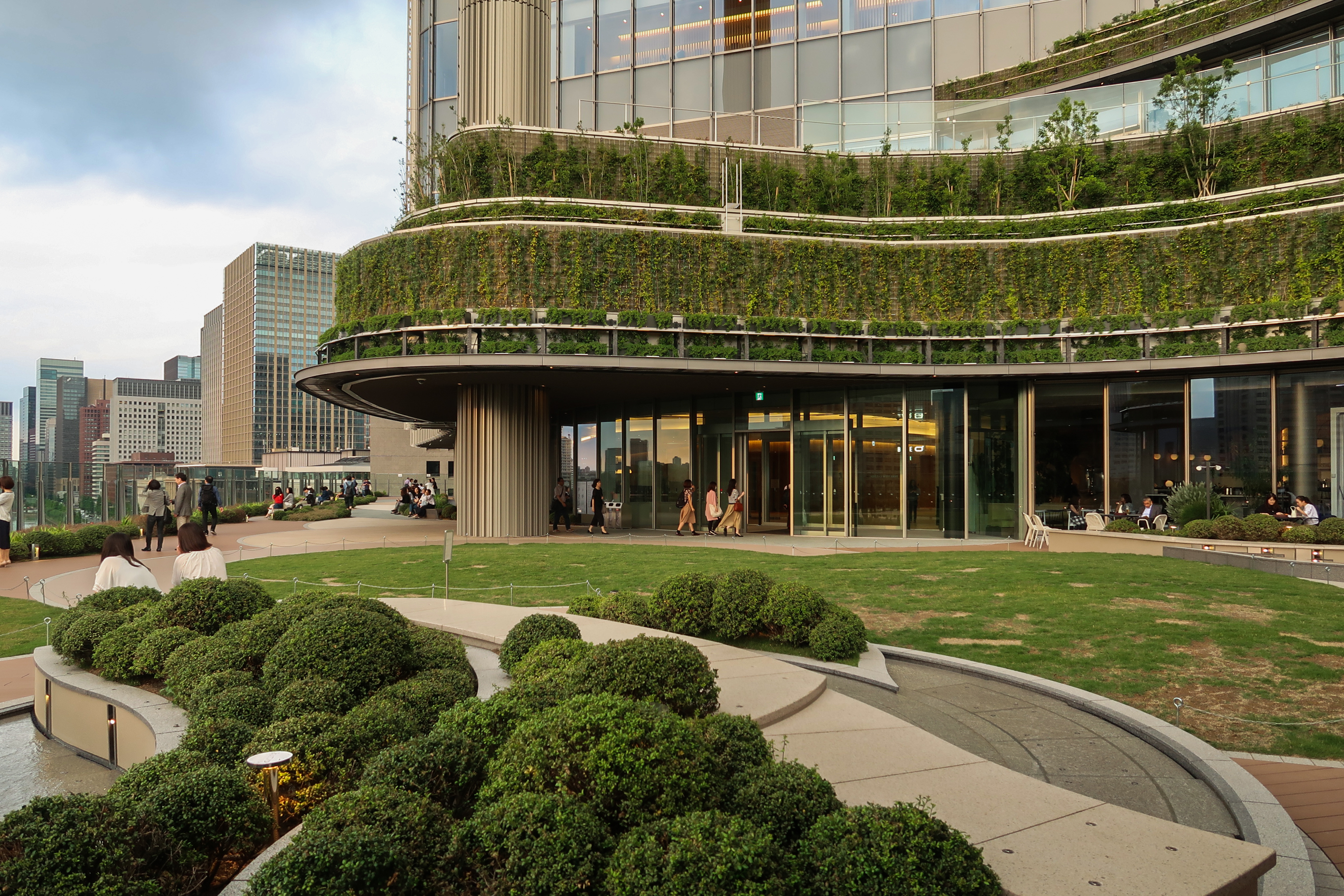

## 外部連結
- 東京ミッドタウン日比谷 （页面存档备份，存于）
- TOHOシネマズ 日比谷 / TOHOシネマズ シャンテ （页面存档备份，存于）